# Arbeiter-Cottage Favoriten

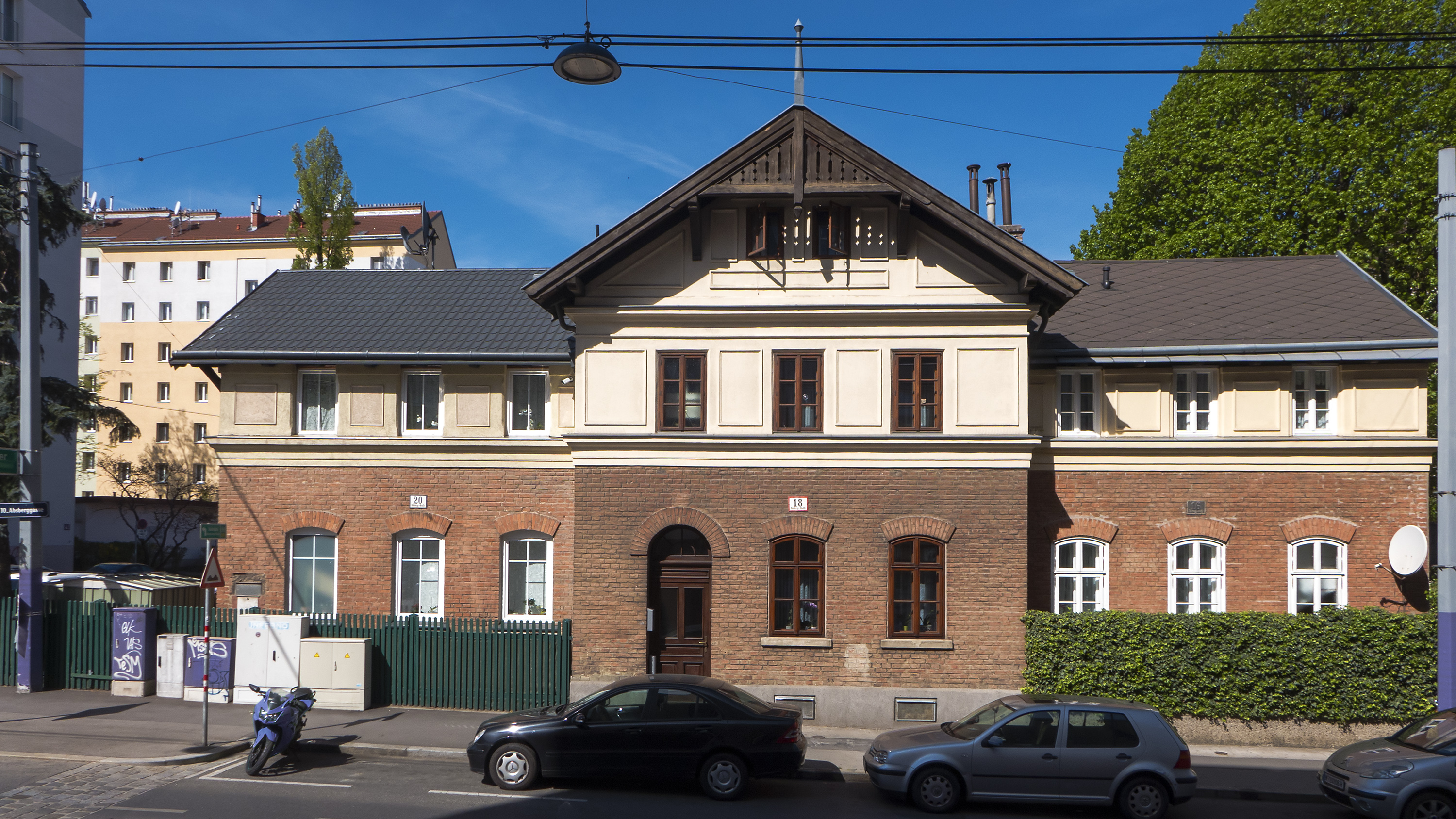
Arbeiter-Cottage Favoriten

Das Arbeiter-Cottage, dann Kaiser Franz Josef-Jubiläumsstiftung genannt, ist ein Wohnungsgebiet mit 18 Häusern im 10. Wiener Gemeindebezirk Favoriten. Die Postanschrift ist Absberggasse 16–20, das Areal befindet sich zwischen der Absberggasse, der Puchsbaumgasse, der Schrankenberggasse und der Kiesewettergasse. Diese Art von Arbeiter-Familienhäusern war bis dahin in der Form für Wien ungewöhnlich und blieb für längere Zeit auch einzigartig. Die Anlage wurde von 1884 bis 1886 nach den Plänen des Architekten Josef Unger errichtet.
Diese Baugruppe steht unter Denkmalschutz (Listeneintrag), sie ist auch von der Stadt Wien mit der benachbarten 1912 entstandenen Wohnhausanlage Buchengasse 7–9 zur baulichen Schutzzone Arbeitercottage-Kiesewettergasse zusammengefasst.
Gleich in der Nähe, ebenfalls in der Absberggasse, befindet sich die bekannte Ankerbrotfabrik.

## Baugeschichte und Beschreibung
1884 wurde unter der Leitung des Architekten Maximilian Steiner der soziale „Verein für Arbeiterhäuser“ mit Sitz in der Kiesewettergasse gegründet und der bekannte Architekt Josef Unger bekam den Auftrag, eine Mustersiedlung zu planen. Nach seinen Ideen wurde in Favoriten, wo die Baugründe damals noch sehr billig waren, ab 1884 eine kleine Gruppe von Arbeiterwohnhäusern projektiert und gebaut. Diese Siedlung war der älteste soziale Wohnbau von Wien. Als Vorbild dienten die Cottage-Siedlungen bzw., -reihenhäuser in England mit kleinen Vorgärten oder Hinterhöfen. Da Josef Unger hauptberuflich mit Eisenbahn-Bauten zu tun hatte, hat diese Favoritner Wohnhaus-Anlage deutliche Ähnlichkeit mit dem Stil der damaligen österreichischen Bahnhofs- und Betriebsbauwerke. Die ersten 12 Häuser wurden schon 1884 fertiggestellt, weitere sechs dann bis 1886. Damit war der Nordteil des dafür vorgesehenen Areals verbaut.
Ganz neu für die damalige Wiener Zinskasernen-Wohnkultur war, dass die Häuser einen direkten Innenanschluss für Wasser bekamen und auch die Klosettanlagen mit Fließwasser ausgerüstet waren. Dies stand im Gegensatz zu den damals besonders in den Vorstädten üblichen Auslaufbrunnen im Hof oder den sogenannten Bassenas in den Gängen. Jedes Haus war für zwei bis drei Familien oder für eine Großfamilie mit mehreren Verdienern vorgesehen. Die Wohnfläche pro Einheit betrug zwischen 67,3 und 97,5 m², die Gartenfläche zwischen 29 und 68 m².
Innerhalb von 25 Jahren sollten die Bewohner durch ihren Mietzins und einen zusätzlichen Baukosten-Zuschlag ihr Haus als Eigentum erwerben können. In der ersten Zeit waren hauptsächlich Eisenbahn-Bedienstete die Mieter.
Ursprünglich waren doppelt so viele Wohneinheiten, nämlich 36, geplant, womit auch der Südteil des Areals verbaut gewesen wäre. Tatsächlich wurde nur die Hälfte, nämlich die oben genannten 18 Häuser, errichtet. Grund war, dass es nicht genug Interessenten gab, die sich mit ihrem Arbeitslohn sowohl den Zins als auch den Zuschlag leisten konnten. Deshalb wurde der Verein 1886 an die kurz davor gegründete „Kaiser Franz Josef-Jubiläumsstiftung“ übertragen, wobei dann die Mietverträge in die normal üblichen umgewandelt wurden.

### Galerie
Die Abbildung der einzelnen Häuser erfolgt vom Osten (Absberggasse) aus im Uhrzeigersinn

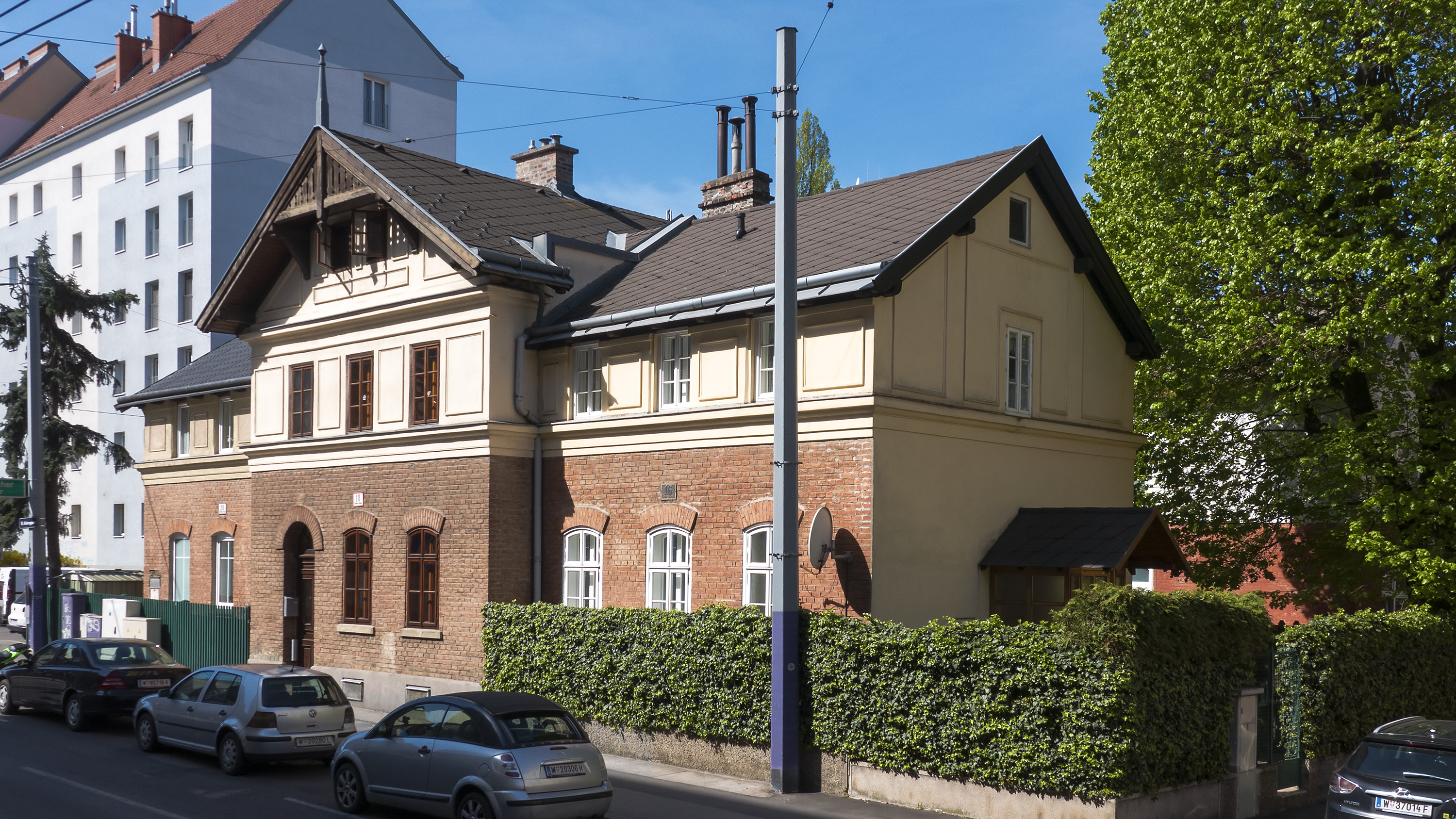
Absberggasse 16, 18, 20
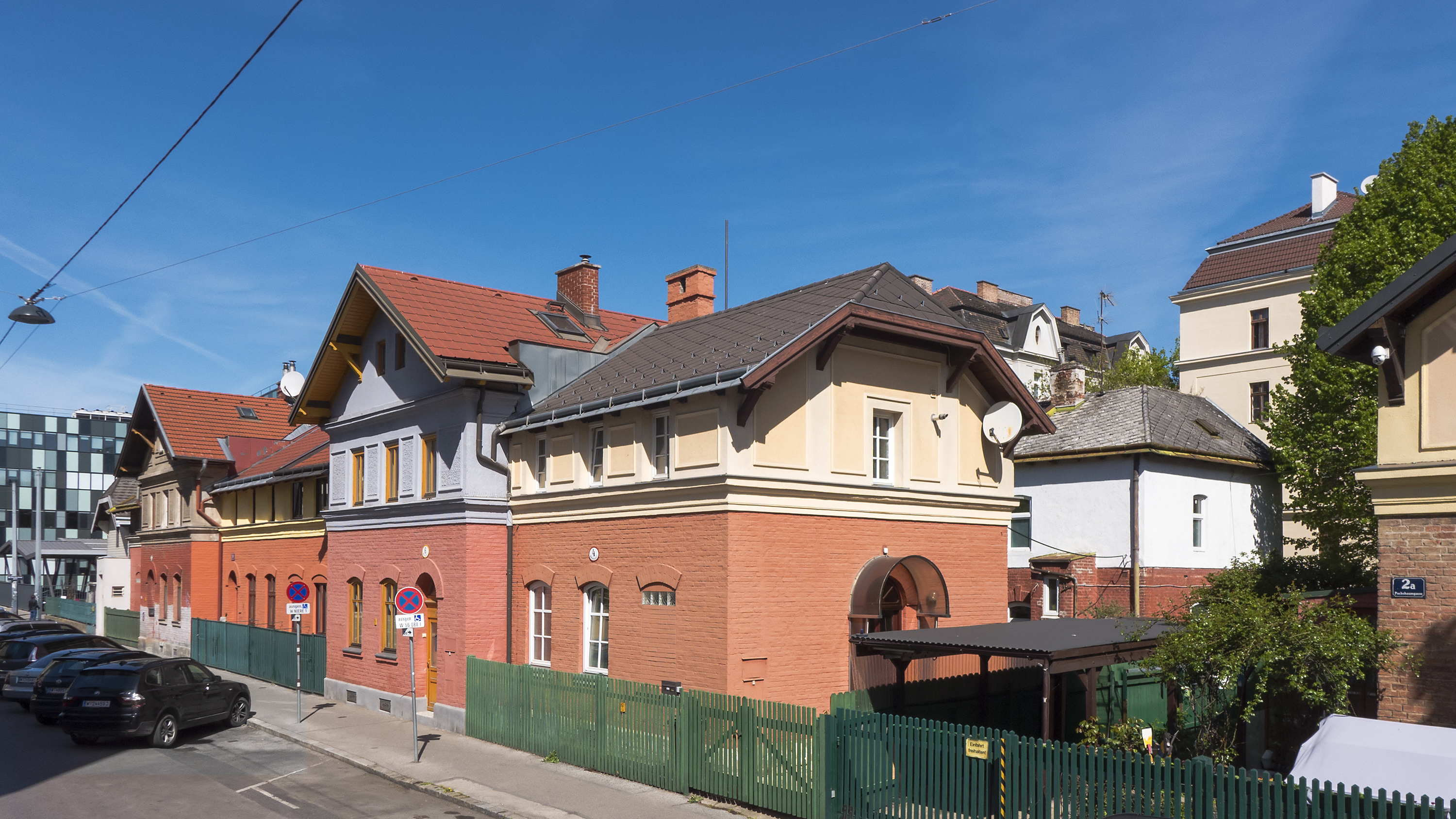
Puchsbaumgasse 2 bis 16 (gerade), Ansicht von Osten
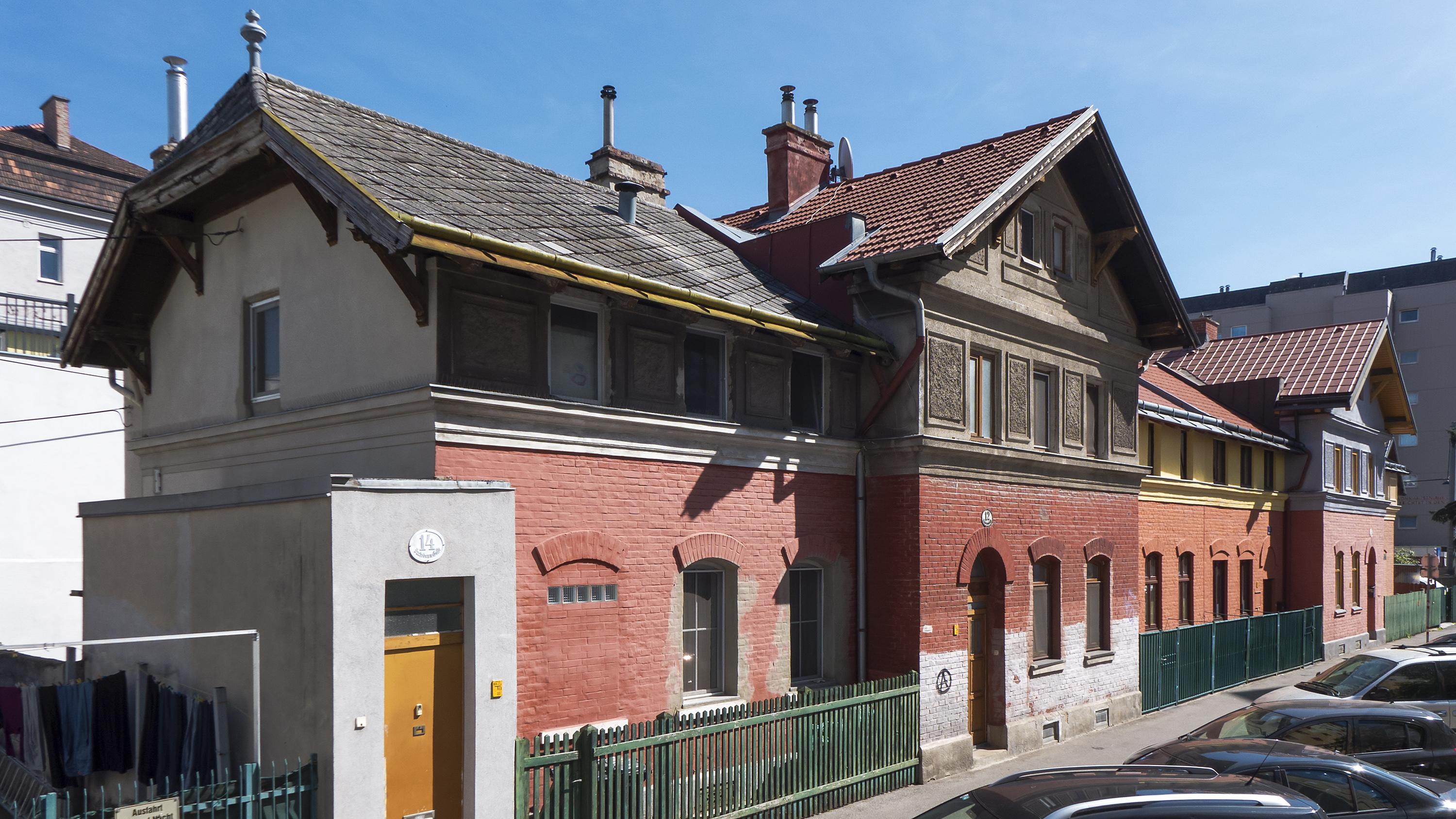
Puchsbaumgasse 2 bis 16 (gerade), Ansicht von Westen
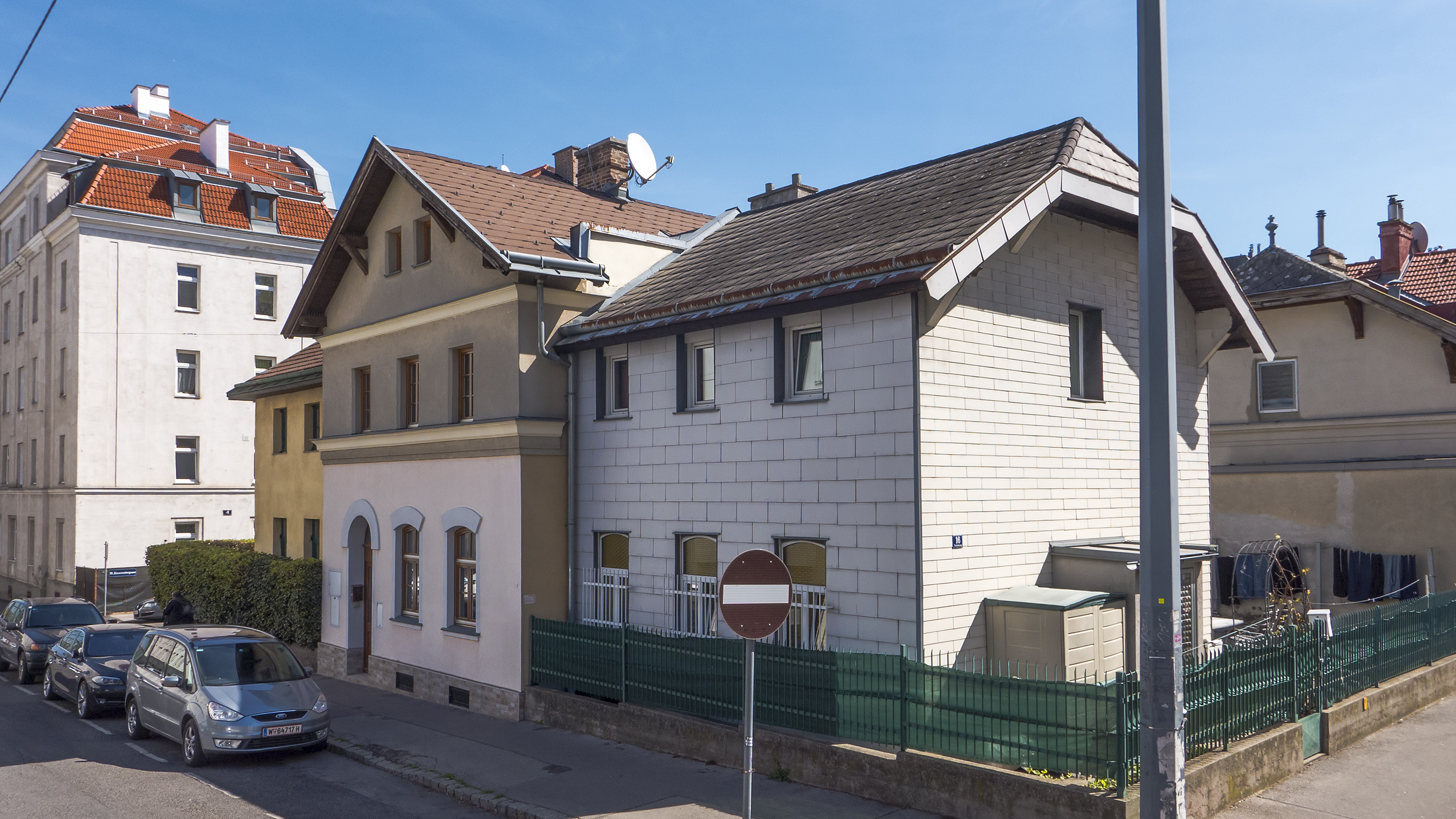
Schrankenbergg. 15, 17, 19
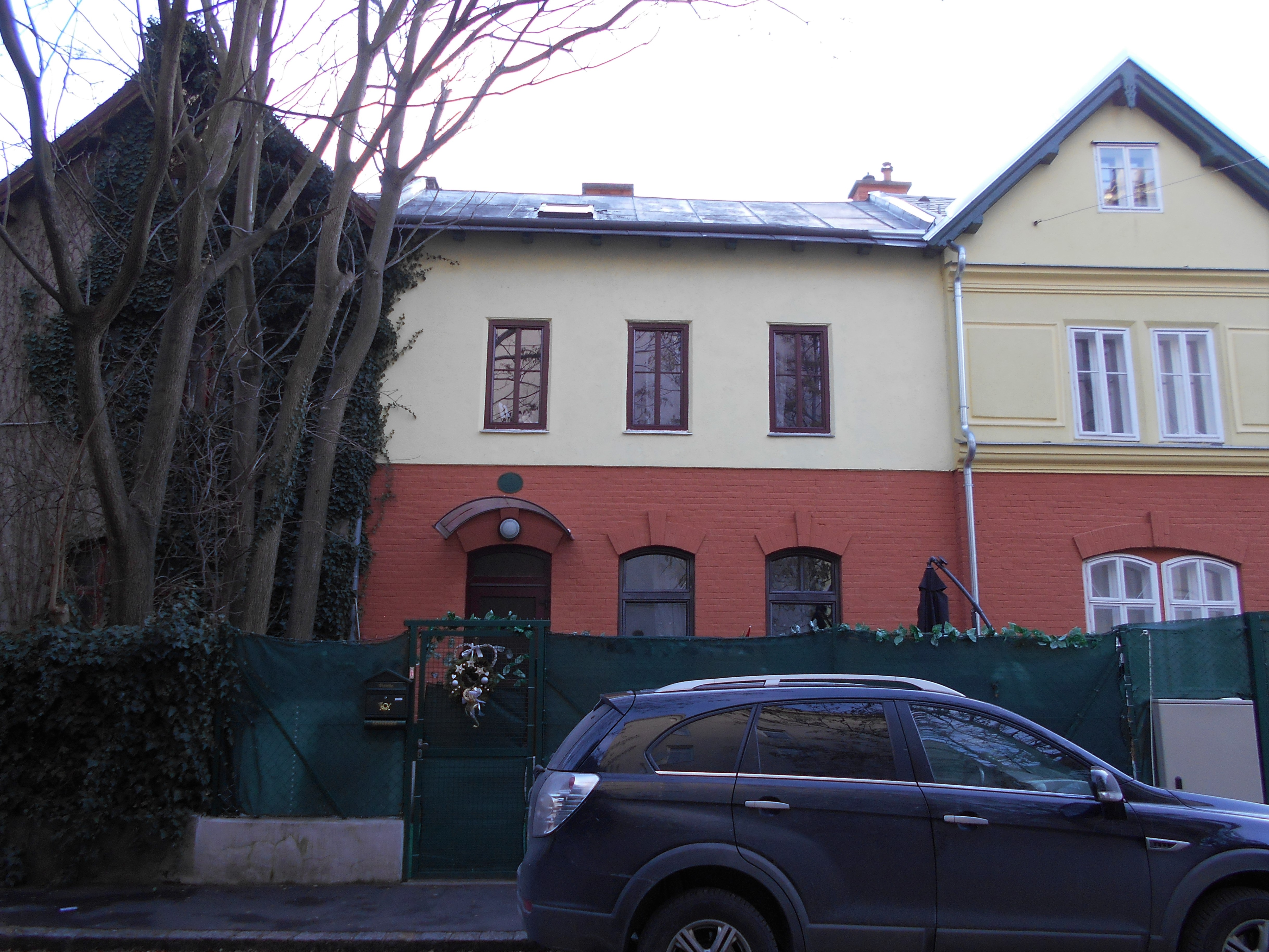
Kiesewettergasse 9, 11, 13
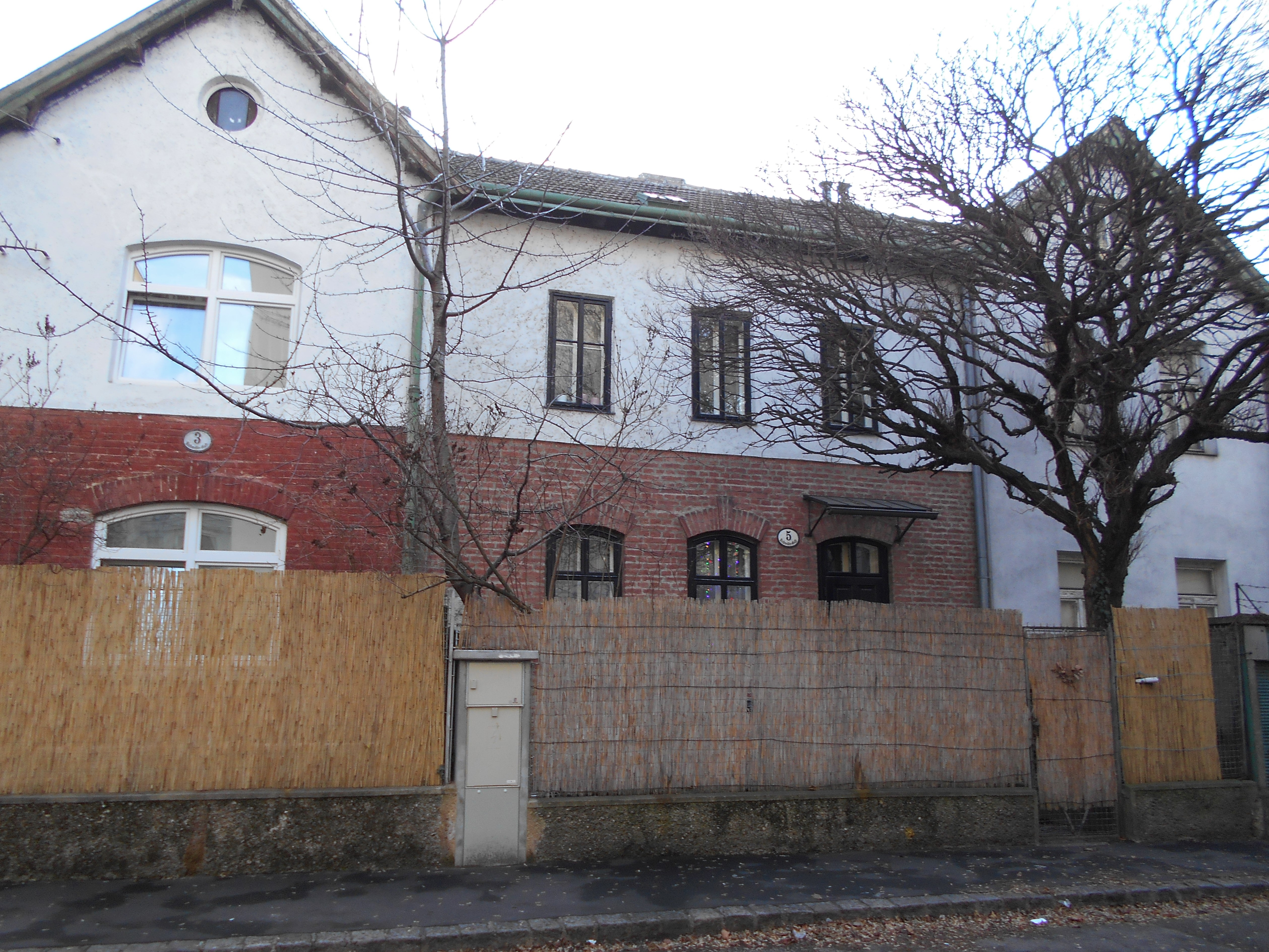
Kiesewettergasse 3, 5, 7